# Abelardo Tona
Abelard Tona i Nadalmai (Barcelona, 1901 -Tijuana, Baja California, México, 1981) fue un político y escritor español, hijo del político federalista Baldomer Tona y Xiberta. 

## Biografía
Desde joven militó en el Centro Autonomista de Dependientes del Comercio y de la Industria (CADCI) con Jaume Compte i Canelles y colaboró con la prensa obrera, como redactor de la revista Lluita. Más tarde ingresó en la Sociedad de Estudios Militares (SEM) y participó en la acción contra el tren donde viajaba el rey Alfonso XIII en el túnel de Garraf (complot de Garraf de 1925) con otros militantes de Bandera Negra. El atentado fracasó y fue detenido. Una vez liberado se afilió a Estat Català y marchó al Rosellón, donde participó en el intento de invadir militarmente Cataluña desde Prats de Molló (Complot de Prats de Molló). Perseguido por esto también por las autoridades francesas, se fue a Bélgica, y de allí a México, desde donde continuó contribuyendo en las publicaciones de Estat Català, La Publicitat y L'Opinió.
Al proclamarse la Segunda República española en 1931, volvió a Barcelona y se afilió a la Unió Socialista de Catalunya (USC). Participó en la derrota de los militares sublevados en Barcelona el 19 de julio de 1936, donde fue gravemente herido. Una vez recuperado, se integró como la mayoría de militantes de USC en el Partit Socialista Unificat de Catalunya (PSUC). La derrota republicana en la guerra civil española hizo que volviera a exiliarse en México. En 1941, disgustado por la satelización del PSUC en torno al Partido Comunista de España (PCE), la abandonó y formó parte del Moviment Social d'Emancipació Catalana, al tiempo que colaboraba en La Nostra Revista y Quaderns de l'Exili.

## Obras
- L'Angelina vol viure (1923)
- Quatre contes a muntanya (1952)
- El factor riquesa en els orígens de Catalunya (1971)
- Minyonia del bon rei Jaume el Conqueridor (1973)
- Guillem Ramon i el Cid (1974)
- Qui va parlar? (1984)
- Memòries d'un nacionalista català (1994)